# Alter Ostbahnhof

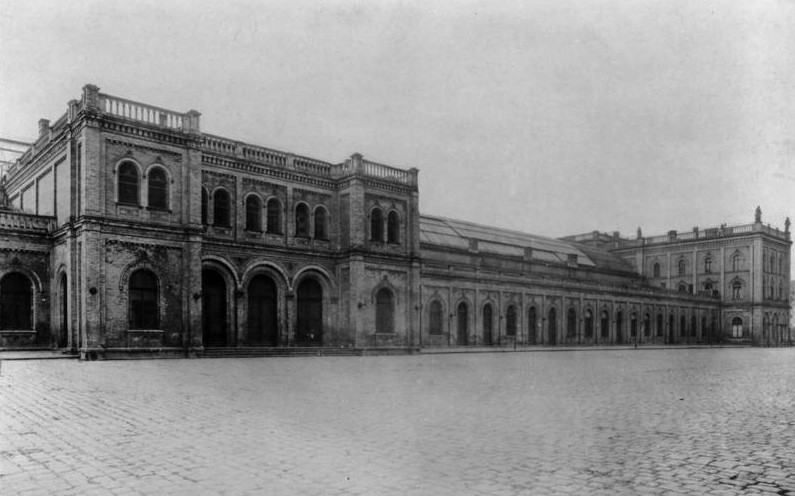
Ostbahnhof 1928.

Alter Ostbahnhof var en järnvägsstation i Berlin några hundra meter norr om Ostbahnhof.